# Molí d'en Güell (Torrelles de Llobregat)
El Molí d'en Güell és una obra amb elements modernistes de Torrelles de Llobregat (Baix Llobregat) inclosa a l'Inventari del Patrimoni Arquitectònic de Catalunya.

## Descripció
Planta rectangular amb galeria lateral. Va ser refeta, incorporant elements modernistes, duran el primer quart de segle XX i utilitzant-se maó i teules vidriades. Se li va incorporar una torres de secció quadrada, al centre del cos, amb galeria i sostre a quatre vessants.